# Hydrotaea fasciata
Hydrotaea fasciata är en tvåvingeart som beskrevs av Stein 1913. Hydrotaea fasciata ingår i släktet Hydrotaea och familjen husflugor. Inga underarter finns listade i Catalogue of Life.